# Niewinne (film 2016)
Niewinne (fr. Les innocentes) – francusko-belgijsko-polski dramat filmowy z 2016 roku w reżyserii Anne Fontaine. W rolach głównych wystąpili w nim Lou de Laâge, Agata Kulesza, Agata Buzek oraz Vincent Macaigne.

## Fabuła
Młoda lekarka z Francuskiego Czerwonego Krzyża pomaga jeńcom z niemieckiego obozu koncentracyjnego w 1945 roku w okupowanej Polsce. Odkrywa wtedy, że kilka z sióstr zakonnych zostało zgwałconych przez radzieckich żołnierzy.
Scenariusz jest adaptacją opartą częściowo na listach, raportach i pamiętnikach Madeleine Pauliac, młodej lekarki pracującej w Polsce w 1945-1946 roku. M.in. 19 czerwca 1945 roku Pauliac wysłała raport z Gdańska do Étienne Burin des Roziers szefa sztabu generała de Gaulle, w którym opisuje przypadki gwałtów dokonywanych przez żołnierzy radzieckich.

## Obsada
- Lou de Laâge jako Mathilde Beaulieu
- Agata Buzek jako Siostra Maria
- Agata Kulesza jako matka przełożona
- Vincent Macaigne jako Samuel
- Thomas Coumans jako Gaspard
- Joanna Kulig jako Siostra Irena
- Katarzyna Dąbrowska jako Siostra Anna

## Produkcja
Film jest koprodukcją francusko-belgijsko-polską.